# Kay One
Kay One, de son vrai nom Kenneth Glöckler, né le 7 septembre 1984 à Friedrichshafen, est un rappeur et chanteur de RnB allemand.

## Biographie

### Enfance et débuts
Né d'un père allemand et d'une mère philippine, il grandit avec ses deux frères à Ravensbourg. Grâce à son frère aîné, il découvre le rap à 13 ans. En 2001, il remporte à 16 ans le grand concours de battle à Stuttgart et signe l'année suivante avec le label Royal Bunker. Avec Jaysus, ils forment Chablife. Après la séparation en 2005, il va sur le label d'Eko Fresh. En désaccord, Kay One retourne vers les rives du lac de Constance. Fin décembre 2005, il rencontre Bushido et rejoint son label Ersguterjunge en 2007.
Il se fait connaître en faisant des featurings avec d'autres rappeurs. Le single Alles Gute kommt von unten, en collaboration avec Bushido et Chakuza, se classe dans les meilleures ventes en Allemagne et en Autriche. Après sa signature sur Ersguterjunge, Kay One se brouille avec Sido et le label Aggro Berlin avec les titres S.I.D.O. et Live 2 Live. Fin 2010, Sido et Bushido se réconcilient et font l'album 23, sur lequel Kay One apparaît. Il fait aussi un petit rôle dans Zeiten ändern dich, le film de Bushido, et Horst Schlämmer – Isch kandidiere!.
Le 7 mai 2010, il publie son premier album, Kenneth allein zu Haus. Il fait des duos avec Fler, Bushido, Philippe Bühler, Frauenarzt, Nyze et Benny Blanko. En octobre 2010, il sort avec Bushido et Fler (et en apparition Cosimo Citiolo) l'album Berlins Most Wanted.
En 2012 sort le second album Prince of Belvedair, encore sur Ersguterjunge. Le premier single I Need A Girl (Part 3) est un duo avec le chanteur américain Mario Winans. Le 10 avril 2012, Kay One annonce quitter le label Ersguterjunge. Cinq jours plus tôt, Bushido avait déposé le nom de Kay One. Celui-ci menace d'arrêter sa carrière. Après avoir perdu un premier procès, le métis obtient l'annulation. En mai 2012, Kay One affirme avoir été menacé par deux hommes masqués armés d'un couteau et accuse Bushido d'être le commanditaire. Bushido nie tout publiquement. En juin 2012, il écrit et interprète avec Shindy Finale wir kommen, la chanson officielle de soutien à l'équipe d'Allemagne de football pour l'Euro 2012. Le 24 novembre 2012, il fait paraître un clip Bottles and Models, avec le rappeur américain Red Café.

### Rich KidzetJ.G.U.D.Z.S.(depuis 2013)
En août 2013, Kay One publie le titre Nichts als die Wahrheit sur lequel il revient sur son travail avec Bushido. En raison de son accusation d'une fréquentation entre Bushido et l'organisation criminelle Abou-Chaker-Clan, Glöckler reçoit des menaces de mort et bénéficie d'une protection policière. L'album Rich Kidz est publié le 25 octobre 2013. Le premier single, V.I.P, avec The Product G&B, atteint la quatrième place des meilleures ventes. L'album est le plus vendu le 8 novembre.
Kay One participe à la 11e saison de l'émission Deutschland sucht den SuperStar.
Le 19 juin 2015, Kay One publie son nouvel album J.G.U.D.Z.S. – Jung genug um drauf zu scheissen, qui atteint la 4e place des classements musicaux allemands.

## Discographie

### Albums studio
- 2010 : Kenneth allein zu Haus
- 2010 : Berlins Most Wanted
- 2012 : Prince of Belvedair
- 2013 : Rich Kidz
- 2015 : J.G.U.D.Z.S. – Jung genug um drauf zu scheissen

### Singles
- 2008 : Alles Gute kommt von unten
- 2010 : Ich brech die Herzen
- 2010 : Fackeln im Wind
- 2010 : Berlins Most Wanted
- 2011 : Das ist Business
- 2013 : V.I.P.
- 2013 : Belstaff
- 2013 : Rich Kidz
- 2013 : Keep Calm (Fuck U)
- 2013 : Helal Money
- 2013 : Ich hass es dich zu lieben
- 2013 : Pushen
- 2014 : United (featuring Patrick Miller)
- 2014 : Beautiful
- 2015 : AMG (featuring Al-Gear)
- 2016 : Believe (featuring Faydee)
- 2017 : Louis Louis
- 2017 : Señorita (featuring Pietro Lombardi)
- 2018 : Number One (with Massari featuring Tory Lanez)
- 2018 : Netflix & Chill (ft.Mike Singer)
- 2018 : Es tut mir leid (with Massari featuring Tory Lanez)

## Filmographie
- 2009 : Horst Schlämmer – Isch kandidiere!
- 2010 : Zeiten ändern dich

## Animation
- 2014 : Deutschland sucht den SuperStar : Juge